# Stephen Allen
Stephen Allen, född 2 juli 1767 i New York, död 28 juli 1852 i Riverdale i Westchester County (i nuvarande Bronx County) i delstaten New York, var en amerikansk politiker. Han var New Yorks borgmästare 1821–1824. Han omkom 1852 i förlisningen av ångfartyget Henry Clay på Hudsonfloden när fartyget förliste efter att ha drabbats av en brand.
Allen efterträdde 1821 Cadwallader D. Colden som borgmästare och innehade ämbetet i tre år.